# Candelária (Medellín)
Candelária é a 10ª das 16 comunas de Medellín. Capital do departamento de Antioquia, a comuna está localizada na região centro-lesta de Medellín. Ela é limitada ao norte pela comuna de Aranjuez, a leste com as comunas de Villa Hermosa e Buenos Aires, ao sul com Aldeia e ao oeste com as comundas de Robledo, Laureles e Stadium e Belém.
Candelária é caracterizada por ser o centro de fundação, histórico e patrimônio da cidade de Medellín.

## Geografia
Dentro de seu sistema de água sobressaem as quebradas Santa Elena, Hangman, La Loca e La Palencia. Ao contrário de outras comunas, para o seu desenvolvimento urbano, Candelária não apresenta grandes restrições em sua área geológica e topográfica. Da mesma forma, sem áreas sujeitas a deslizamentos de terra, mas têm uma história em termos de setores susceptíveis a inundações associadas a falha hidráulica causadas por coberturas de resíduos e obstruções existentes.
Vale ressaltar a elevada contaminação no centro da cidade, a partir do gás de combustão de automóveis, tanto como um tipo particular de serviço público.

## Demografia
| Idade   | n.º de habitantes | % Porcentagem |
| ------- | ----------------- | ------------- |
| 0 - 14  | 19.086            | 25.5          |
| 15 - 39 | 31.267            | 41.8          |
| 40 - 64 | 19.310            | 25.8          |
| +65     | 5.184             | 6.9           |
| Total   | 74,847            | 100.0         |

De acordo com os números apresentados pelo Anuário Estatístico de Medellín de 2005,  Candelária tem uma população de 74.847 habitantes, dos quais 34,596 são homens e 40,251 são mulheres. Como pode ser visto a partir da tabela, a maior parte da população está abaixo da idade de 39 anos (67,3%) do que a maior percentagem contribui de adultos e jovens (41,8%) com um rangel (faixa) de idade de 15-39 anos. Apenas 6,9% representa os habitantes maiores de 65 anos, que é a população de idosos. O estrato sócio-econômico predominante no município é de 3 (médio-baixo).
A população total dessa comunidade (74,847) é a mais baixa em comparação a outras comunas de Medellín, uma situação que é em parte explicada pelas próprias características do centro da cidade, onde a densidade populacional é baixa, e ao mesmo tempo é o centro metropolitano, que gera uma grande quantidade de população flutuante, como resultado das características das relações urbanas que são geradas pelas circunstâncias, econômicas, financeiras, culturais e sociais.

## Divisão

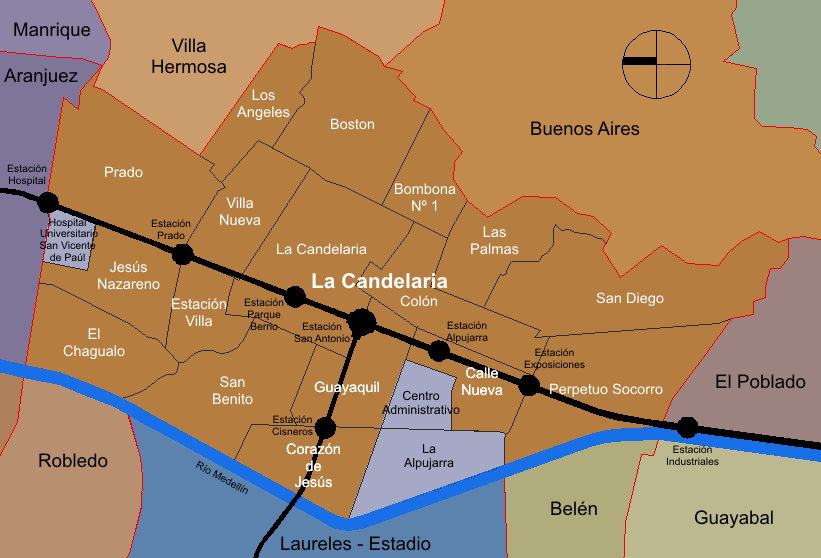
Divisões da comuna de Candelária.

A comuna é composta por 17 bairros e 3 áreas institucionais, que são:
| - Prado Patrimonio Arquitectónico y Cultural de la Ciudad - Jesús Nazareno - El Chagualo - Estación Villa - San Benito - Guayaquil - Corazón de Jesús - Calle Nueva - Perpetuo Socorro - Colón | - Las Palmas - Bombona n.º 1 - Boston - Los Ángeles - Villanueva - La Candelaria - San Diego - La Alpujarra (área institucional) - Centro Administrativo (área institucional) - Hospital Universitario San Vicente de Paúl (área ins.) |

## Pontos turísticos
Candelária é uma das comunas facilmente acessíveis pelos serviços de metrô e ônibus. O centro de Medellín possui diversas praças, entre elas: a praça da Liberdade, a praça Mayor e a praça de Botero, esta última onde situa-se várias esculturas de Fernando Botero. No centro também está localizado o Parque de Bolívar, local que se encontra a Catedral metropolitana de Medellín. Na comuna, também está localizada a Catedral la Candelaria, considerada o coração de Medellín.
Candelária também encontra-se o Museu de Antioquia que abriga uma coleção de arte contemporânea, incluindo obras de Botero. Comercialmente, a rua Junin, que historicamente foi o centro do varejo de Medellín, atualmente abriga vários bares, restaurantes e lojas.